# Een hond van Vlaanderen
Een hond van Vlaanderen (originele titel: A Dog of Flanders) is een roman van de Engelse schrijfster Marie Louise de la Ramée, ook bekend onder het pseudoniem Ouida. Het verhaal beschrijft de lotgevallen van een jongen genaamd Nello en zijn hond Patrasche.

## Verhaallijn
Nello is een arme weesjongen in een arm boerendorp aan de rand van de stad Antwerpen. Zijn moeder (die afkomstig is van de Ardennen) sterft als hij twee jaar oud is, en Nello blijft achter in de handen van zijn grootvader Johan Daas, een oude man die nog gevochten heeft in het leger van Napoleon.
Elke dag vervoert hij met zijn grootvader verse melk van de boerderij naar de burgers in de stad. Op een dag vinden ze langs de weg een door mishandeling uitgeputte trekhond, 'Patrasche', die daar achtergelaten is door zijn meester. Nello en zijn grootvader vangen het dier op. Nello en Patrasche worden een grote hulp voor de steeds ouder en zieker wordende Johan, die de melkhandel steeds meer moet overlaten in de handen van Nello en zijn hond. Desondanks ontwikkelt Nello zich als een gelukkige jongen: hij schept een intense vriendschapsband met zijn hond en het dochtertje van de lokale molenaar, Alois.
Bovendien blijkt Nello een begenadigd tekenaar te zijn. Tijdens zijn bezoeken aan de kathedraal van Antwerpen staat hij vol bewondering voor de schilderijen van Rubens, die voor hem een groot voorbeeld blijken te zijn. Hij is dan ook misnoegd als blijkt dat de twee schilderijen van de kruisafneming, op de zijaltaren, verborgen blijven voor het niet-betalend publiek, er vast van overtuigd dat Rubens het zelf nooit zo zou hebben gewild. Op een dag ziet hij in een tekenwedstrijd een kans om zijn talent te tonen aan de wereld.
De molenaar is niet echt opgetogen met de vriendschap tussen zijn dochter en Nello en probeert zijn dochter weg te houden van de jonge armoedzaaier. Nello's grootvader overlijdt en als de bijgebouwen van de molen afbranden krijgt Nello bij overmaat van ramp al snel de schuld op zich geschoven, waardoor hij zijn melk niet meer kan verkopen. Nello staat al snel op straat. Als hij verneemt dat hij ook de tekenwedstrijd, waar hij zijn laatste hoop op had gevestigd, niet heeft gewonnen, stort hij zich op kerstavond teleurgesteld neer in de kathedraal van Antwerpen. Hij sterft van ontbering, met zijn hond in de armen gekluisterd, terwijl het maanlicht de kruisafneming van Christus voor zijn ogen ontsluiert.

## Achtergrond
Ouida was bekend als een liefhebster van dieren, en ze wilde ongetwijfeld van haar boek ook een aanklacht maken tegen de hondenmishandeling van haar tijd, die welig tierde in het 19de-eeuwse Europa. Alhoewel de held van het verhaal, Nello, Patrasche ook zal spannen voor zijn melkkar, en deze laatste dit blijkbaar ook erg graag lijkt te doen.
De schrijfster baseerde het verhaal op een rondreis die ze maakte in de toen nog zeer jonge Belgische staat, die volop in industriële ontwikkeling verkeerde. Dit confronteerde haar met zeer veel kinderarbeid, vaak onder erbarmelijke condities. Haar beschrijving van het Vlaamse platteland bleek tamelijk accuraat.
De gemeente van Nello werd door dhr. Jan Corteel (die een functie had bij de toeristische dienst van Antwerpen, en door het verhaal gefascineerd raakte) herkend als Hoboken. Er is hiervoor echter geen enkele grond vanuit het oogpunt van de achtergronddocumentatie van auteur Ouida. Dhr. Corteel nam zomaar aan dat het woord 'kanaal' uit het verhaal op de Schelde moest slaan, gewoon omdat hij geen overeenkomstig kanaal op korte afstand van Antwerpen vond. Bijgevolg poneerde hij Hoboken willekeurig als verhaallocatie en installeerde er een toeristisch platform dat nergens op gebaseerd is.
Veel aannemelijker is het echter, dat binnen het kader van de fictie die het verhaal is, een andere indruk van het bezoek aan België door Ouida model gestaan heeft voor het kanaal: met name 'De Vaart' tussen Mechelen en Leuven. De beschrijving van Mechelen en Leuven zijn uitdrukkelijk in het boek opgenomen, en Patrasche wordt binnen de verhaallijn overigens niet ver van Leuven langs het kanaal stervende achtergelaten en gevonden. Dit laat er weinig twijfel over bestaan dat Ouida zowel Leuven als Mechelen bezocht en tevens een sterke indruk van 'De Vaart' opdeed. Het verhaal echter, als fictie, maakt volledige abstractie van de afstanden.

## Commercialisatie

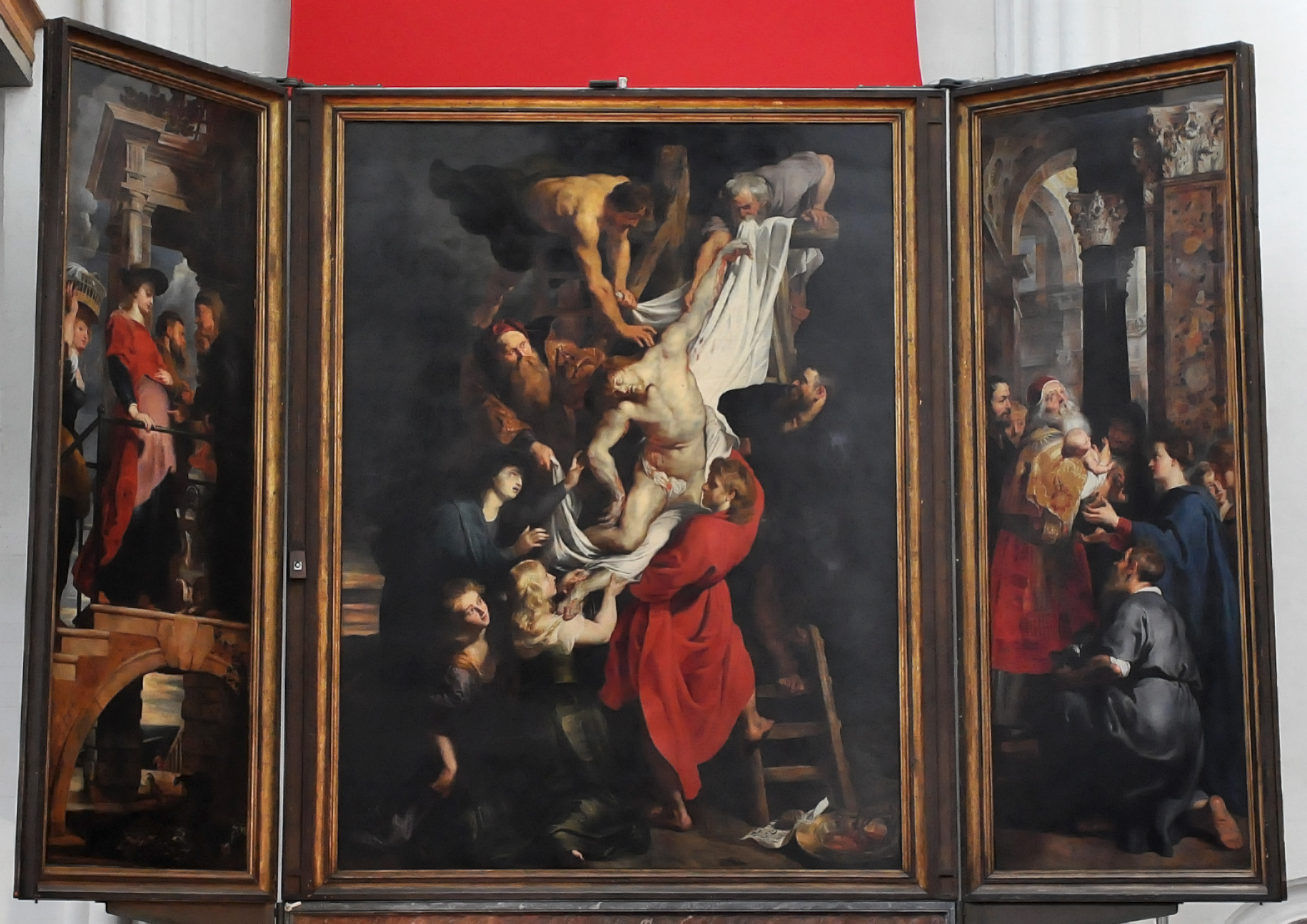
De Kruisoprichting en De Kruisafneming van Peter Paul Rubens in de Onze-Lieve-Vrouwekathedraal spelen een belangrijke rol in het verhaal en trekken daarom veel toeristen.

Het verhaal werd een groot succes in Japan en de Verenigde Staten en werd reeds verschillende malen verfilmd, hoewel het in Vlaanderen nooit aansloeg.
Sinds de jaren 1980 heeft men in België wat meer pogingen gedaan om het concept als exportmerk te gebruiken. Er kwam een Suske en Wiske-verhaal uit gebaseerd op de roman (zie #Strips). Sinds 1985 siert een standbeeld in Hoboken waarop Nello en Patrasche op levendige wijze worden afgebeeld. Dat beeld is gemaakt door Yvonne Bastiaens naar een ontwerp van Willy Vandersteen. Voor bezoekers die op zoek zijn naar de locaties uit het verhaal blijkt de Antwerpse kathedraal en het schilderij van de kruisafname echter een meer emotionele confrontatie.
Vaak wordt aangehaald dat Japanners in hun cultuur Nello aanzien als een held: mislukking, oprechtheid en zelfopoffering. Daardoor staan ze meer open voor het intrieste einde, waarin Nello dapper sterft in het verlies van zijn droom. In Europese landen wordt dit gezien als choquerend voor jonge kinderen, en wordt meestal een happy end gebruikt. Wat voor Japanners ook belangrijk is, is om niet te kiezen voor het eigenbelang, maar voor een sociaal-aanvaarde oplossing. Verder houden Japanners ook van verhalen over de natuur en over de vriendschap tussen mensen en dieren.
In 2007 draaide Didier Volckaert een documentaire over het boek en zijn succes in Japan: "Patrasche, a Dog of Flanders - Made in Japan".

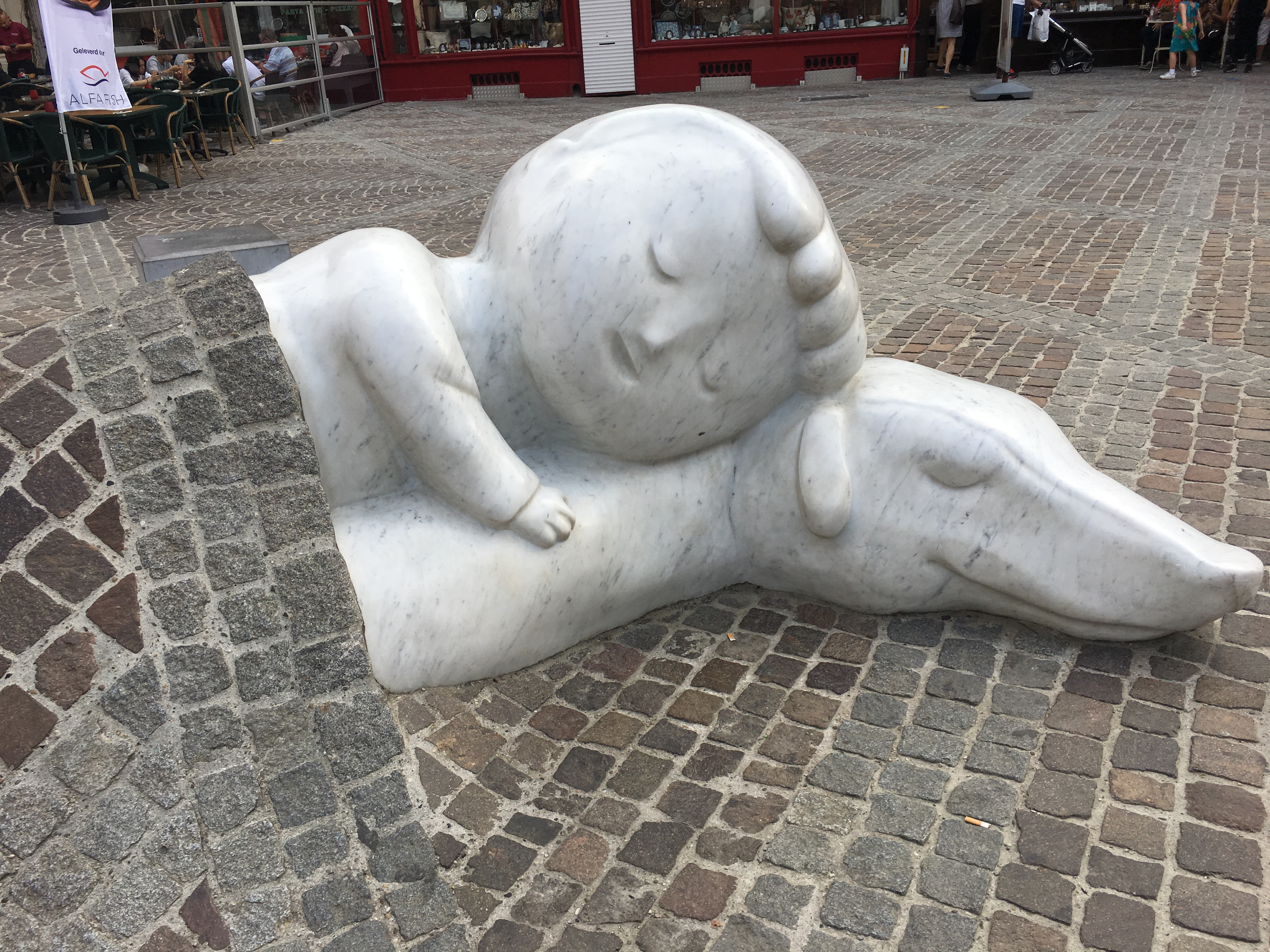
Nello & Patrasche, Antwerpen

In 2016 werd op de Handschoenmarkt voor de Onze-Lieve-Vrouwekathedraal in Antwerpen een marmeren beeld geplaatst dat een slapende Nello en Patrasche voorstelt. Opmerkelijk zijn de kasseien van de straat die ter hoogte van het beeld omhoog glooien, als een deken dat hun lichamen bedekt. Het beeld is een ontwerp van de Gentse kunstenaar Batist Vermeulen.

## Bewerkingen

### Strips
- In het in 1984 door Paul Geerts gemaakte Suske en Wiske-verhaal Het dreigende dinges wordt Een hond van Vlaanderen in stripvorm naverteld (als raamvertelling, geheel buiten het eigenlijke hoofdverhaal om).

### Films en tv-series
Het verhaal werd bewerkt in tal van (teken)films. De Amerikaanse versies zijn meestal gekenmerkt door een happy end.
- A Dog of Flanders (1914), regie door Howell Hansel.
- A Boy of Flanders (1924), regie door Victor Schertzinger.
- A Dog of Flanders (1935), regie door Edward Sloman.
- A Dog of Flanders (1960), regie door James B. Clark.
- Flanders no Inu (Japan, 1975) - Japanse animeserie geproduceerd door Nippon Animation
- Flanders no Inu, Boku no Patrasche (Japan, 1992) Japanse animeserie gebaseerd op Flanders no Inu, geproduceerd door Tokyo Movie Shinsha.
- Gekijôban Furandaasu no inu (Japan, 1997), regie door Yoshio Kuroda.
- A Dog of Flanders (1999), regie door Kevin Brodie.